# Cava medievale di San Piero in Campo
La cava medievale di San Piero in Campo è un antico sito estrattivo di roccia monzogranitica dell'isola d'Elba, sfruttato nel Medioevo dalla Repubblica di Pisa.

## Descrizione
Il sito si trova sulle pendici meridionali del Monte Tiratoio, nel territorio comunale di Campo nell'Elba e a breve distanza dalla pieve di San Giovanni in Campo. Sono tuttora visibili in situ numerosi blocchi da costruzione squadrati, del tutto simili, per tecnica di lavorazione e dimensioni, al paramento murario della stessa pieve. Da qui l'ipotesi che il sito estrattivo debba la sua origine all'edificazione di tale struttura (metà dell XII secolo). A quota leggermente superiore, lungo il declivio che contraddistingue il sito estrattivo, esistono strutture murarie in piccole bozze squadrate, verosimilmente collegate all'attività di estrazione della roccia.
Attualmente il sito si trova immerso in una fitta pineta di rimboschimento costituita da Pinus pinaster.